# Onze-Lieve-Vrouw-van-Lourdeskapel (Grashoek)

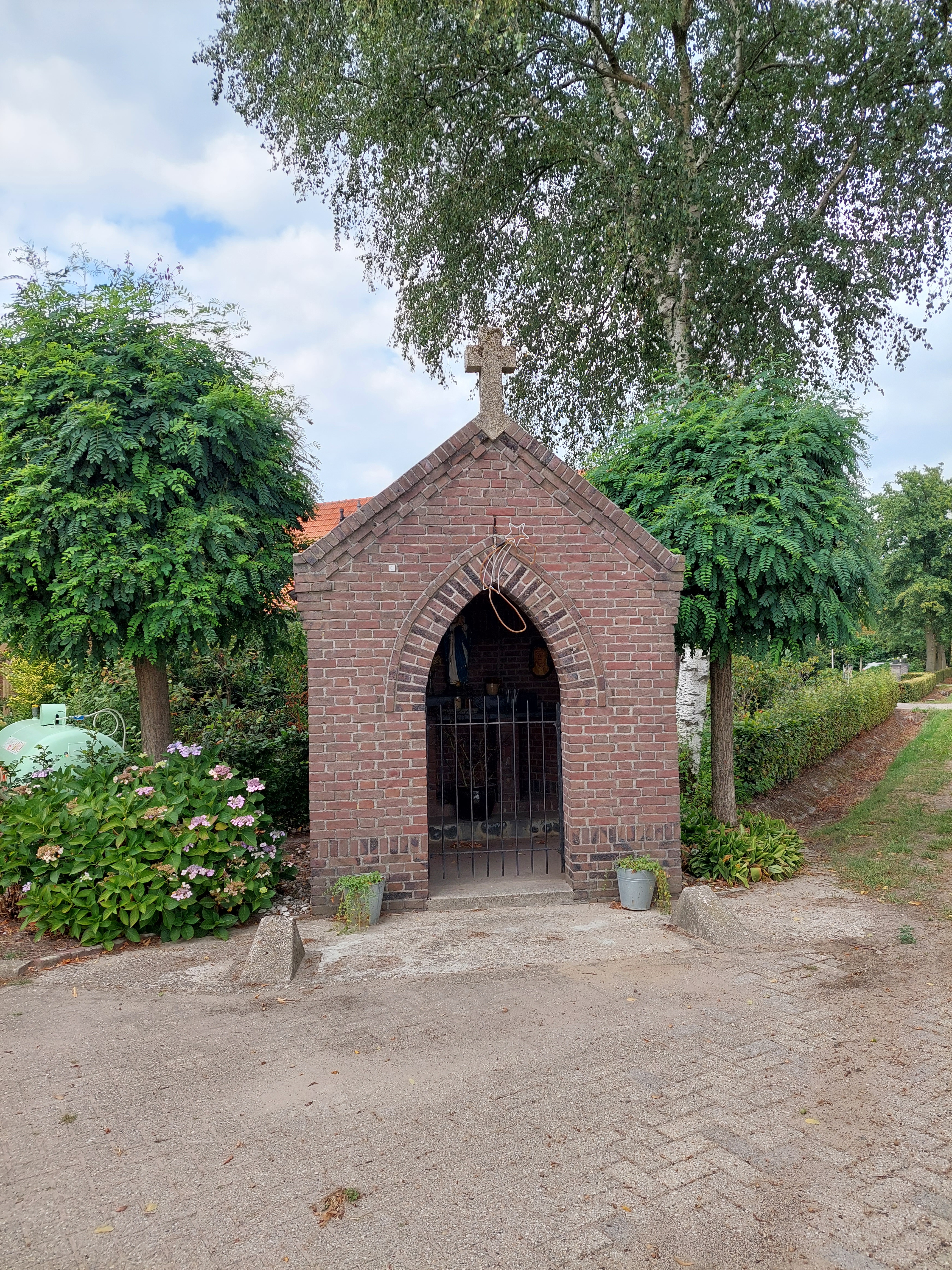
Onze-Lieve-Vrouw-van-Lourdeskapel (Beringe)

De Onze-Lieve-Vrouw-van-Lourdeskapel is een veldkapel bij Grashoek in de Nederlandse gemeente Peel en Maas. De kapel staat aan de Roomweg waar twee veldwegen op de weg uitkomen, nabij de boerderij van Roomweg 85, op ongeveer 250 meter ten noorden van het dorp.
De kapel is opgedragen aan Maria, specifiek aan Onze-Lieve-Vrouw van Lourdes.

## Geschiedenis
Omstreeks 1930 bouwde de heer Engelen de kapel om zo tijdens de jaarlijkse processie een rustaltaar te hebben.
In augustus 2013 werd het Mariabeeldje door vandalen vernield.

## Gebouw
De rode bakstenen Mariakapel heeft een driezijdige koorsluiting en wordt gedekt door een zadeldak van oranje dakleien. De kapel heeft geen vensters of steunberen. De frontgevel is een topgevel met op de top een stenen kruis. De frontgevel bevat de spitsboogvormige toegang tot de kapel die wordt afgesloten met een halfhoog spijlenhek.
Van binnen is de kapel uitgevoerd in baksteen onder een houten plafond. Tegen de achterwand is het altaar gemetseld, dat bestaat uit twee bakstenen zuilen met daarop het natuurstenen altaarblad. Op een opzet staat op het altaar het polychrome gipsen Mariabeeldje, die Onze-Lieve-Vrouw van Lourdes toont in biddende houding in een wit gewaad met blauwe mantel en haar handen samengevouwen.